# Aerovision Fulmar

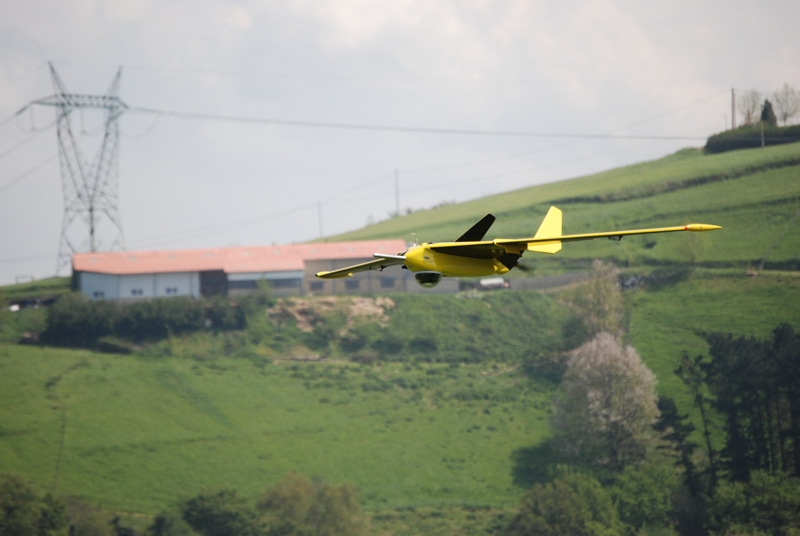

Aerovision Fulmar — беспилотный летательный аппарат, разработанный испанской компанией Aerovision.
Предназначен для ведения наблюдения, патрулирования, разведки. БПЛА изготовлен из композитных материалов. Первый полёт совершил в 2004 году. Запуск осуществляется с помощью пусковой катапульты. Способен приземляться на воду.

## ЛТХ
- Размах крыла, м 3.00
- Длина, м 1.2
- Высота, м 0.5
- Масса, кг
  - 8 кг полезной нагрузки
  - максимальная взлётная 20
- Крейсерская скорость, км/ч 100
- Радиус действия, км 400
- Продолжительность полёта, ч до 8
- Практический потолок, м 2000